# 高棉拳

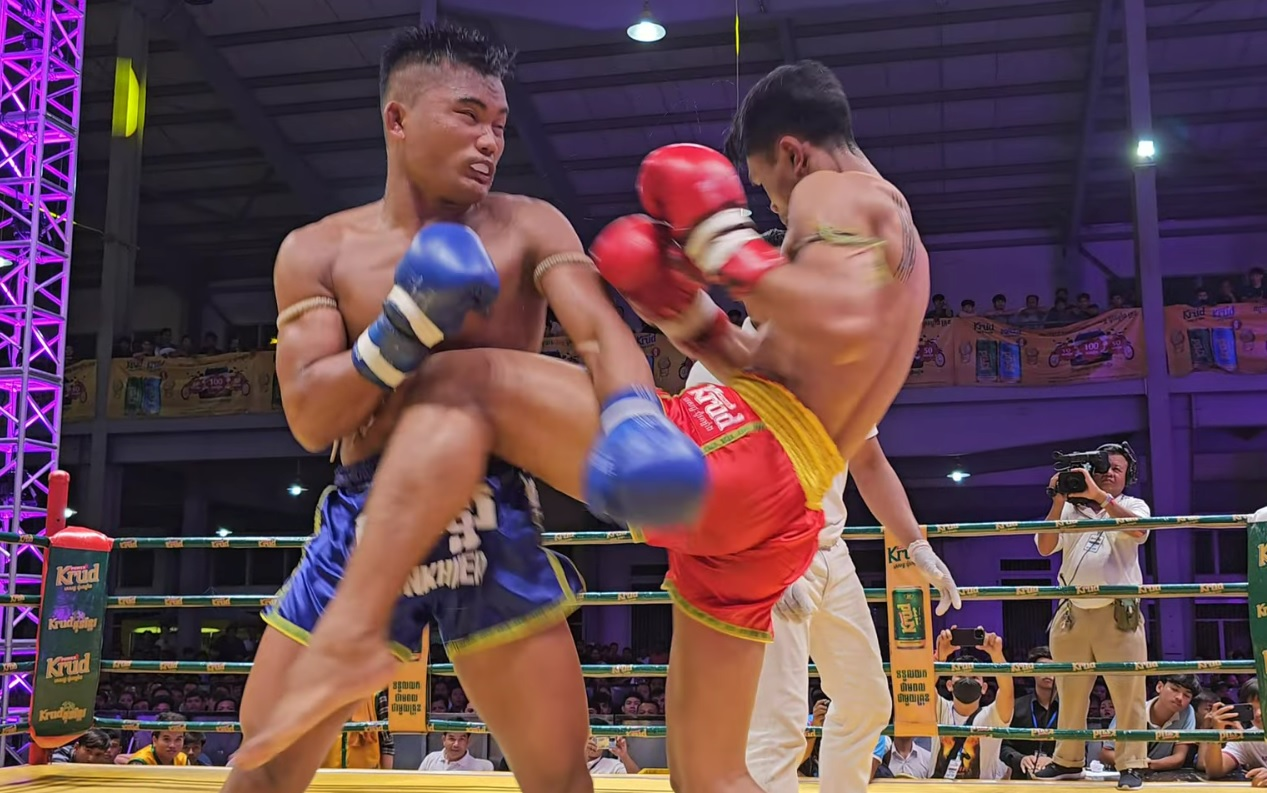
高棉拳

高棉拳是一种起源于柬埔寨的格斗运动。 高棉拳包含四种击打方式，分別是拳打、脚踢、肘击和膝击。 在高棉拳比賽中，選手通過肘击的方式取得胜利的概率要更大。
現今的高棉拳的一场比赛由五个三分钟的回合组成。 比赛期间，現場還會播放或演奏柬埔寨音樂。 拳击手要手上戴着皮手套，身上穿着尼龙短裤參加比賽。 
比賽期間当一方倒在地面上时，另一方不能繼續攻擊或擊打，而且拳击手不允许咬人，不能击打對方的生殖器以及後背，当有一方无法继续比赛时，裁判会中止比赛。一方若是击倒对手即算获得胜利。当拳击手被击倒在地，在裁判数到10之後仍然无法继续比赛，選手就被視為被击倒。如果裁判认为倒在地上的選手根本无法自己站起來的可能，则可以不用數秒直接宣布另一方获胜。